# Мельничук Лідія Семенівна
Лідія Семенівна Мельничук (нар. 3 липня 1955, Літин — пом. 14 жовтня 2005, Вінниця) — український історик, етнолог, краєзнавець, культуролог, керамолог, педагог; доктор історичних наук з 2004 року, професор з 2005 року.

## Біографія
Народилася 3 липня 1955 в селищі сміського типу Літині Вінницької області. З 1974 по 1978 рік навчалася на історичному факультеті Вінницького державного педагогічного інституту імені Миколи Островського. У 1978—1981 роках — секретар комітету комсомолу Вінницького педагогічного інституту.
У 1983—1986 роках — аспірантка Київського державного університету імені Тараса Шевченка (науковий керівник професор Яків Серіщев); У 1987 році там же захистила кандидатську дисертацію на тему «Трудовий подвиг комсомольців та молоді у роки Великої Вітчизняної війни».
З 1987 по 1992 рік — асистент, старший викладач кафедри політичної історії; з 1992 по 2000 рік — доцент; з 2005 року — професор кафедри української та зарубіжної культури Вінницького педагогічного університету імені Михайла Коцюбинського. У 2000—2004 роках — докторантка Київського національного університету імені Тараса Шевченка (науковий консультант — професор Валентина Борисенко). У 2004 році там же захистила докторську дисертацію на тему «Гончарство Поділля в системі етнокультури
України (II половини XIX—XX столітті)».
Водночас з 1993 року засновник і керівник Народознавчого центру Вінницького педагогічного університету, складовими частинами якого стали фольклорно-етнографічний колектив «Душі криниця», етнографічний музей, навчально-наукова лабораторія з етнології Поділля, виставкова галерея.
Померла у Вінниці 14 жовтня 2005 року. Похована в Літині.

## Наукова діяльність
Досліджувала культуру Поділля, історію гончарства. Авторка біля 100 наукових праць, зокрема:
- Бубнівська кераміка. — Вінниця, 1999 (у співавторстві);
- Традиції, вірування та звичаї подільських гончарів (на матеріалах бубнівсьюого осередку) // Наукові записки ВДПУ ім. М. Коцюбинського. — Випуск II. Серія: Історія: Збірка наукових праць. — Вінниця, 2000;
- Жінки-гончарі Поділля // Етнічна історія народів Європи: Збірка наукових праць. — Випуск 7. — Київ, 2000;
- Династія подільських гончарів Якима та Якова Герасименків // Етнічна історія народів Європи: Збірка наукових праць. — Випуск 8. — Київ, 2001;
- Етнопедагогічні традиції подільського гончарства // Етнічна історія народів Європи: Збірка наукових праць. — Випуск 12. — Київ, 2001;
- Гончарство Східного Поділля: минуле і сьогодення // Матеріали до української етнології: Збірка наукових праць. — Випуск З(б). — Київ, 2003;
- Олексій Луцишин: спомин про Майстра. — Вінниця, 2003;
- Народознавчий центр Вінницького педагогічного університету: Путівник. Вінниця, 2003;
- Гончарство Поділля в другій половині XIX—XX століть: історикоетнографічне дослідження. — Київ, 2004;
- Гончарні цехи Поділля // Вісник КНУ імені Тараса Шевченка. — Київ, 2004.
- Етнографія подільського гончарства: сучасний стан дослідження // Народна культура Поділля в контексті національного виховання: Збірка наукових праць. Вінниця, 2004.